# 黒田庄駅
黒田庄駅（くろだしょうえき）は、兵庫県西脇市黒田庄町岡にある、西日本旅客鉄道（JR西日本）加古川線の駅。

## 歴史
- 1923年（大正12年）：初代駅舎建設[3]。
- 1924年（大正13年）12月27日：播丹鉄道 野村駅（現在の西脇市駅） - 谷川駅間の開通と同時に開業[1][2]。旅客・貨物の取扱を開始[1][4]。
- 1943年（昭和18年）6月1日：播丹鉄道の国有化により鉄道省加古川線の駅となる[5]。
- 1964年（昭和39年）11月1日：貨物の取扱を廃止[1]。
- 1987年（昭和62年）4月1日：国鉄分割民営化により西日本旅客鉄道の駅となる[1]。
- 1990年（平成2年）
  - 6月1日：加古川鉄道部発足により、その管轄となる。
  - 10月1日：無人駅化。
- 2004年（平成16年）11月下旬：初代駅舎解体[3]。
- 2005年（平成17年）
  - 1月27日：2代目駅舎の地鎮祭が挙行される[6]。
  - 4月10日：2代目駅舎の竣工式が行われる[7]。
  - 10月1日：西脇市成立に伴い、所在地表示が現行のものになる。
- 2009年（平成21年）7月1日：加古川鉄道部廃止に伴い神戸支社直轄へ変更され、加古川駅の被管理駅となる[8][9]。

## 駅構造
谷川方面に向かって左側に単式ホーム1面1線を持つ地上駅。かつては相対式2面2線だったが、片側（かつての上り線）は加古川線電化工事に伴い2004年5月に撤去され、棒線駅（停留所）となった。現在は上下線ともかつての下りホームに発着しているが、旧上りホームの線路はかなりの部分がそのまま残されている。ホームにはスロープがある。また、貨物用と思われる側線が駅舎わきにある。
2005年に駅舎が改築された。駅入り口の通路を兼ねた待合室と多目的室・倉庫・男女別・多目的用のトイレが併設されたL字型の駅舎である。多目的室を使用して町の交流施設「あつまっ亭」が併設されている。加古川駅管理の無人駅であり、自動券売機・乗車駅証明書発行機とも設置されていない。

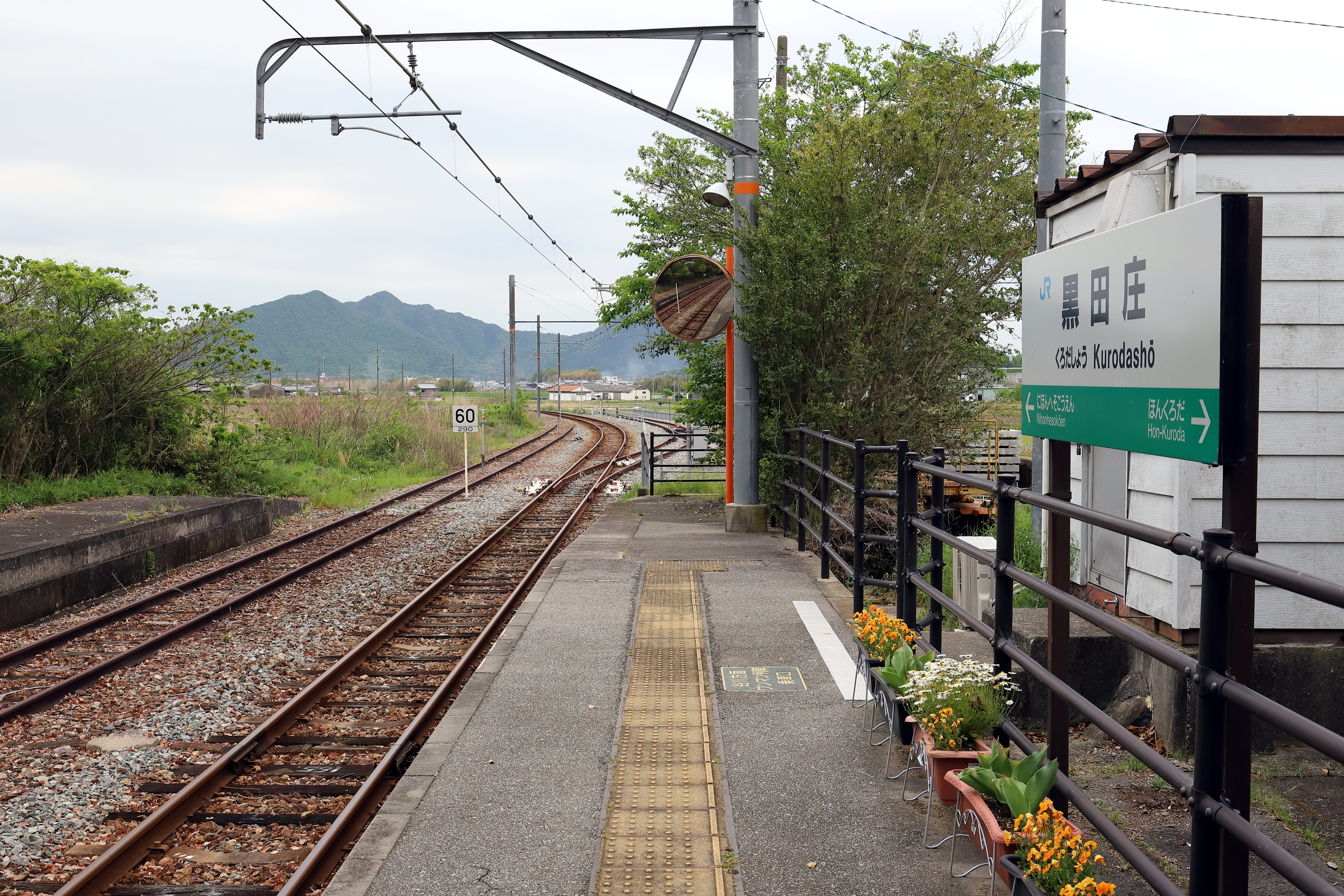
ホームから西脇方面を望む（2020年5月）
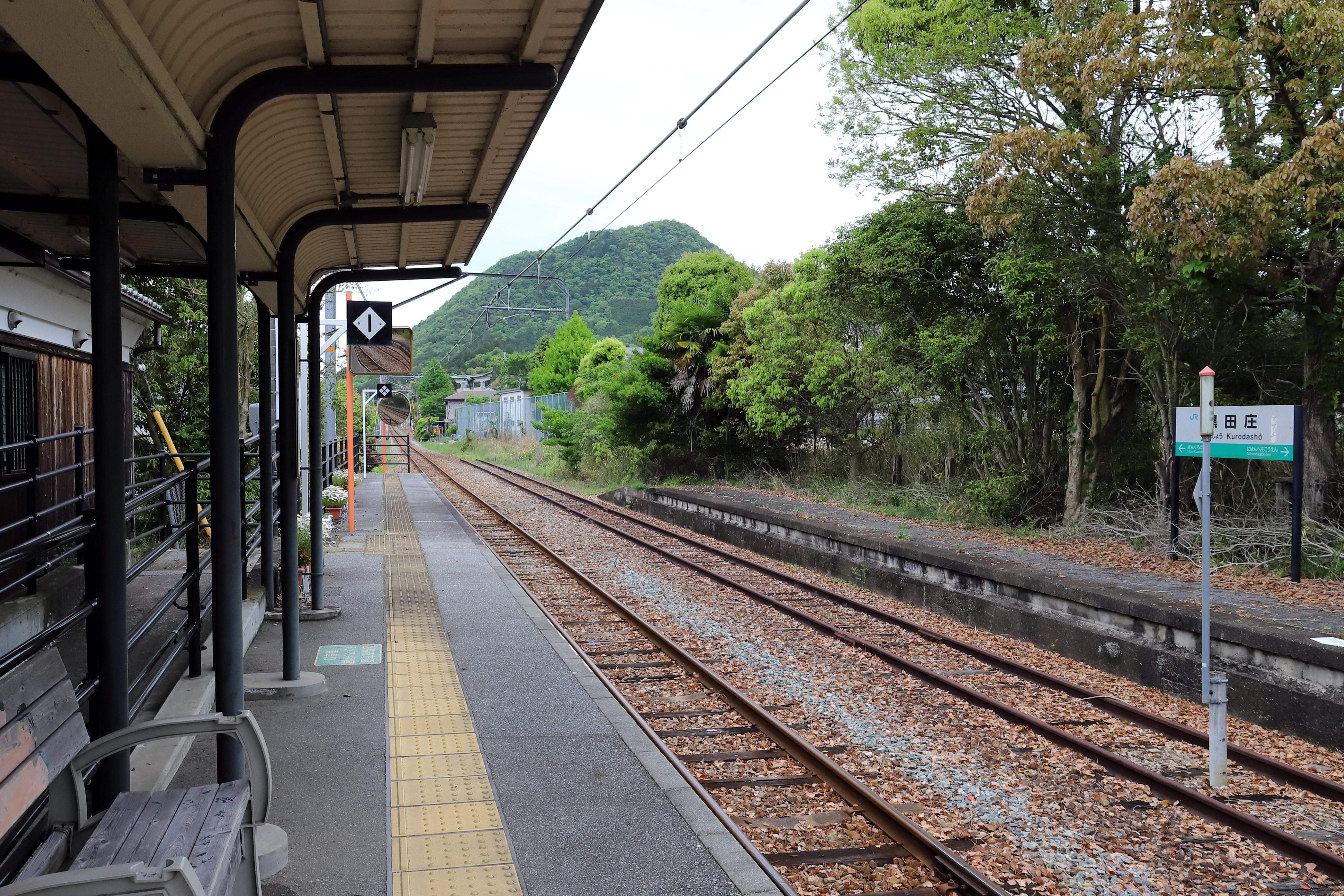
ホームから谷川方面を望む（2020年5月）
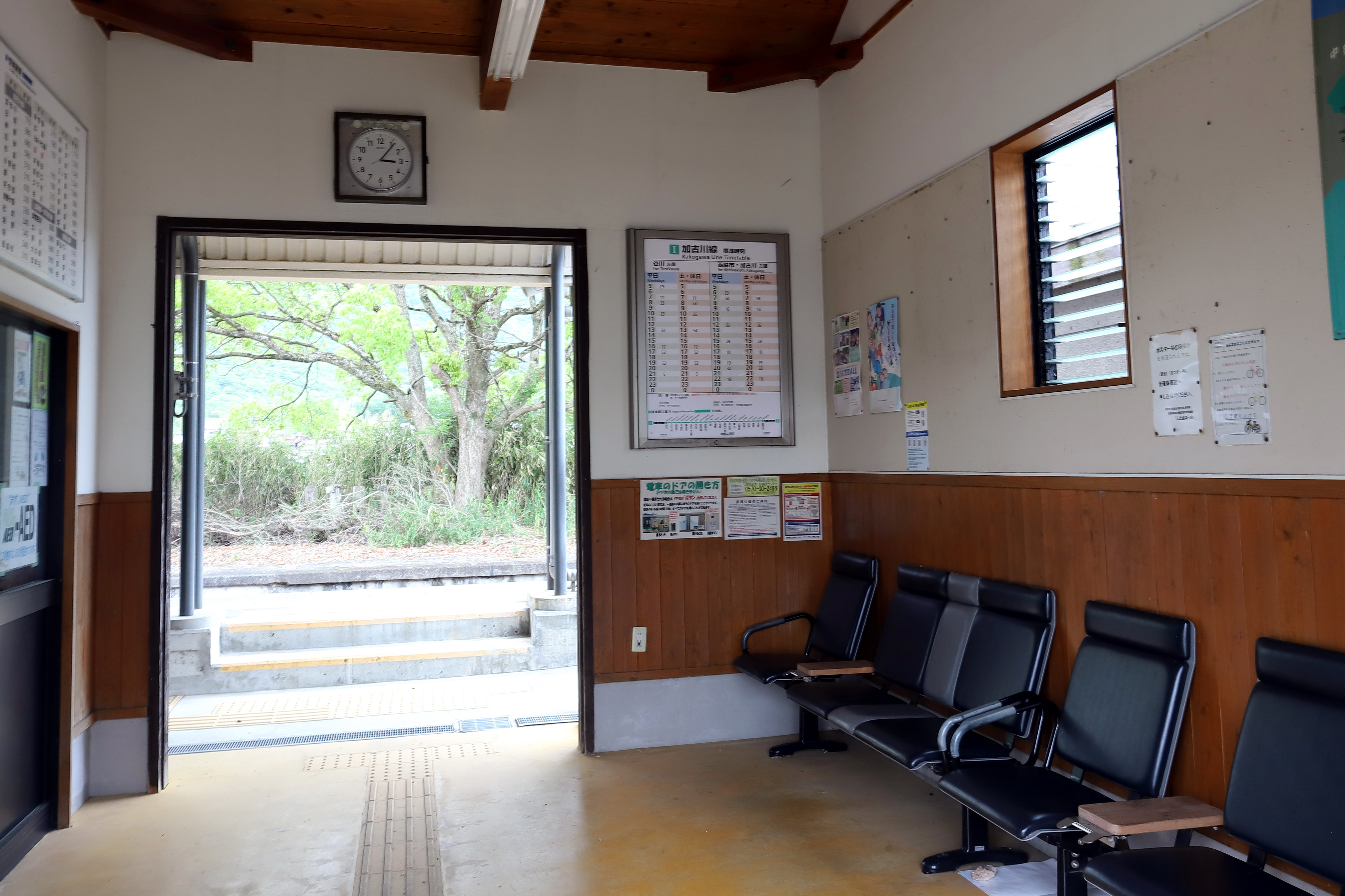
待合室風景（2020年5月）

## 利用状況
「兵庫県統計書」によると、2023年（令和5年）度の1日平均乗車人員は23人である。
近年の1日平均乗車人員は以下の通りである。
| 年度   | 1日平均 乗車人員 |
| ------ | ---------------- |
| 2000年 | 52               |
| 2001年 | 47               |
| 2002年 | 39               |
| 2003年 | 36               |
| 2004年 | 28               |
| 2005年 | 23               |
| 2006年 | 27               |
| 2007年 | 27               |
| 2008年 | 28               |
| 2009年 | 28               |
| 2010年 | 28               |
| 2011年 | 31               |
| 2012年 | 32               |
| 2013年 | 30               |
| 2014年 | 28               |
| 2015年 | 35               |
| 2016年 | 32               |
| 2017年 | 33               |
| 2018年 | 32               |
| 2019年 | 32               |
| 2020年 | 22               |
| 2021年 | 16               |
| 2022年 | 16               |
| 2023年 | 21               |

## 駅周辺
旧黒田庄町の玄関駅であり、旧役場である黒田庄地域総合事務所（2010年3月31日閉所）があった。
- 黒田庄消防駐在所
- 兵主神社[2]
- 極楽寺
- 東光寺
- くすのき保育園
- 楠幼稚園
- 楠ヶ丘小学校
- 福谷公園
- 岡稲荷神社
- 黒田稲荷神社
- 福地稲荷神社
- 兵主神社
- 西林寺 - アジサイ寺、播磨西国三十三箇所第20番霊場
- 長明寺
- 荘厳寺
- 極楽禅寺
- 東光寺
- 長明寺 - 岩屋寺（長明寺奥の院）
- JAみのり黒田庄支店
- 兵庫県道294号黒田庄多井田線
- 兵庫県道559号門柳大門線

### タクシー路線
- 西脇市乗合タクシー むすブン：北部運行区域（事前登録・予約制）[15][16]

※2021年3月31日までは駅前に西脇市コミュニティバスの停留所があり、つくしバス（船町線）という路線が乗り入れていた。

## 隣の駅
西日本旅客鉄道（JR西日本）
 加古川線
日本へそ公園駅 - 黒田庄駅 - 本黒田駅